# Lockenköpfchen
Lockenköpfchen ist ein US-amerikanisches Filmmelodram aus dem Jahre 1935 von Irving Cummings und mit Shirley Temple in der Titelrolle. Die Geschichte wurde stark „inspiriert“ von dem Roman „Daddy Langbein“ (1912) von Jean Webster.

## Handlung
“Lockenköpfchen” macht seinem Namen alle Ehre und ist der Spitzname für die kleine Elizabeth Blair, die seit dem Tode ihrer Eltern in dem tristen Lakeside-Waisenhaus lebt, das von zwei ältlichen und sehr strengen Jungfern geführt wird. Elizabeths ältere Schwester Mary ist ebenfalls hier untergekommen und arbeitet als „Mädchen für alles“ in der Küche, der Wäscherei und im Schlafsaal. Elizabeth ist ein aufgewecktes und liebes Kind, das aber seinen eigenen Willen hat und damit oft gegen die Hausordnung verstößt. Als es eines Abends draußen stürmt und regnet, erkennt Lockenköpfchen, dass ihr süßes Pony Spunky völlig durchnässt wird, und so holt das kleine Mädchen ihr Lieblingstier in den Schlafsaal. Am nächsten Morgen ist es die eher freundliche Leiterin Mrs. Henrietta Denham, die das Pferd an der Seite Elizabeths entdeckt und das Kind daraufhin zur sehr strengen Mrs. Higgins schickt. Die ordnet an, dass das Pferd verkauft werden müsse und Elizabeths Ente „Betsy“ gleich mit. Einst waren beide Tiere Teil eines Bühnenakts, mit dem die Eltern der Mädchen aufgetreten sind, ehe sie bei einem Autounfall ums Leben kamen.
Eines Tages kommt es im Waisenhaus zu einem Eklat, als einer der Treuhänder des Waisenhauses, der grimmige alte James Wyckoff, Elizabeth einen Plagegeist und ein böses Mädchen nennt, woraufhin Mary sofort ihre kleine Schwester verteidigt und Wyckoff wiederum als einen gemeinen, alten und hasserfüllten Mann bezeichnet. Nachdem Wyckoff und die anderen Treuhänder gegangen sind, lobt der junge Rechtsanwalt Edward Morgan, der reichste Treuhänder in der Runde, Mary für den Mumm, den sie soeben gezeigt habe. Auch gefiel ihm das Lied, das Mary für Elizabeth geschrieben und dass diese so kess vorgetragen hatte, sehr, und er erzählt, dass auch er gern Lieder komponiere. Als Wyckoff später Lockenköpfchen dabei ertappt, wie sie ihn nachäfft, droht er damit, sie in ein öffentliches Heim zu schicken. Nun reicht es Edward: Er beschließt, Elizabeth zu adoptieren. Weil er nicht möchte, dass sich das Kind ihm verpflichtet fühlt (wie das bislang Elizabeths andauernde Erfahrung war), erfindet Edward einen Klienten, Hiram Jones, der, wie er Elizabeth erzählt, sie adoptieren wolle. Er als dessen Anwalt werde Jones in allen Belangen die beiden Mädchen betreffend vertreten. Als Mary erklärt, dass sie ihren Eltern versprochen hat, dass sie und Elizabeth niemals getrennt werden würden, arrangiert Edward, dass beide zusammen mit Spunky und Betsy in sein Sommerstrandhaus in Southampton auf Long Island ziehen können, wo seine Tante Genevieve nach dem Rechten sieht.
Von Reynolds, dem vornehmen aber freundlichen Butler, werden die beiden Neuankömmlinge im luxuriösen Strandhaus sogleich mit der richtigen Etikette vertraut gemacht. Edward, bislang ein Pechvogel in Sachen privates Glück, beginnt sich in Mary zu verlieben, sagt es ihr aber nicht. Auch Mary erkennt, dass Edward ihr nicht völlig gleichgültig ist. In dem jungen Jimmie Rogers hat sie gleich einen zweiten Verehrer. Der stürmische und wohlhabende junge Mann und Marinepilot unternimmt zwar lauter aufregende und beschwingende Sachen mit ihr, setzt aber ihr Herz nicht in Flammen. Und so lehnt sie seinen Heiratsantrag während eines Basars, den Mary und Elizabeth zugunsten des Waisenhauses veranstalten, ab. Tante Genevieve sagt derweil Edward auf den Kopf zu, dass er in Mary verliebt sei, was dieser heftig abstreitet. Mary bekommt dies mit und nimmt nun doch Jimmies Heiratsantrag an. Edward gratuliert den beiden mit stoischem Gesichtsausdruck und plant eine längere Schiffsreise nach Europa. Jetzt erst erkennt Mary, dass ihre Entscheidung dumm war und sie Jimmie einfach nicht liebt. Sie und Edward gestehen einander ein, sich zu lieben, und Edward gesteht überdies, dass es überhaupt keinen Hiram Jones gibt. Jetzt können die beiden mit Lockenköpfchen auf Hochzeitsreise nach Europa abreisen.

## Produktionsnotizen
Lockenköpfchen entstand zwischen dem 25. Mai und dem 10. Juli 1935 und wurde in rekordverdächtigem Tempo, am 26. Juli 1935, uraufgeführt. Die deutsche Premiere fand am 9. März 1936 statt. Es war nach „Shirley‘s großes Spiel“ (Baby Takes a Bow, 1934) der zweite Shirley-Temple-Film, der in Deutschland anlief und Temples große Popularität auch im Reich begründete.
Jack Otterson entwarf die Filmbauten, René Hubert die Kostüme. Oscar Bradley war musikalischer Leiter. Jack Donohue gestaltete die Tänze.
Von diesem Film existiert auch eine kolorierte Fassung.

## Musik
Folgende Lieder sind zu hören:
- „Animal Crackers in My Soup“. Musik von Ray Henderson, Text von Ted Koehler und Irving Caesar
- „It’s All So New to Me“ und „When I Grow Up“. Musik von Ray Henderson, Text von Edward Heyman
- „Curly Top“ und „The Simple Things in Life.“ Musik von Ray Henderson, Text von Ted Koehler.

Temples deutsche Synchronstimme Carmen Lahrmann sang auf der Schallplatte „Wenn ich erst komm“, ein Lied, das in der deutschen Fassung von „Lockenköpfchen“ Verwendung fand.

## Kritiken
„Todsichere Kinokassenunterhaltung für fast jedes Haus.“

Der Movie & Video Guide befand: „Shirley singt „Animal Crackers in My Soup“ als sie mal wieder Cupido spielt, diesmal für Schwester Hudson und den gutaussehenden Boles“.
Halliwell‘s Film Guide meinte: „Archetypisches Temple-Vehikel.“